# Santa Croce (Ostra)

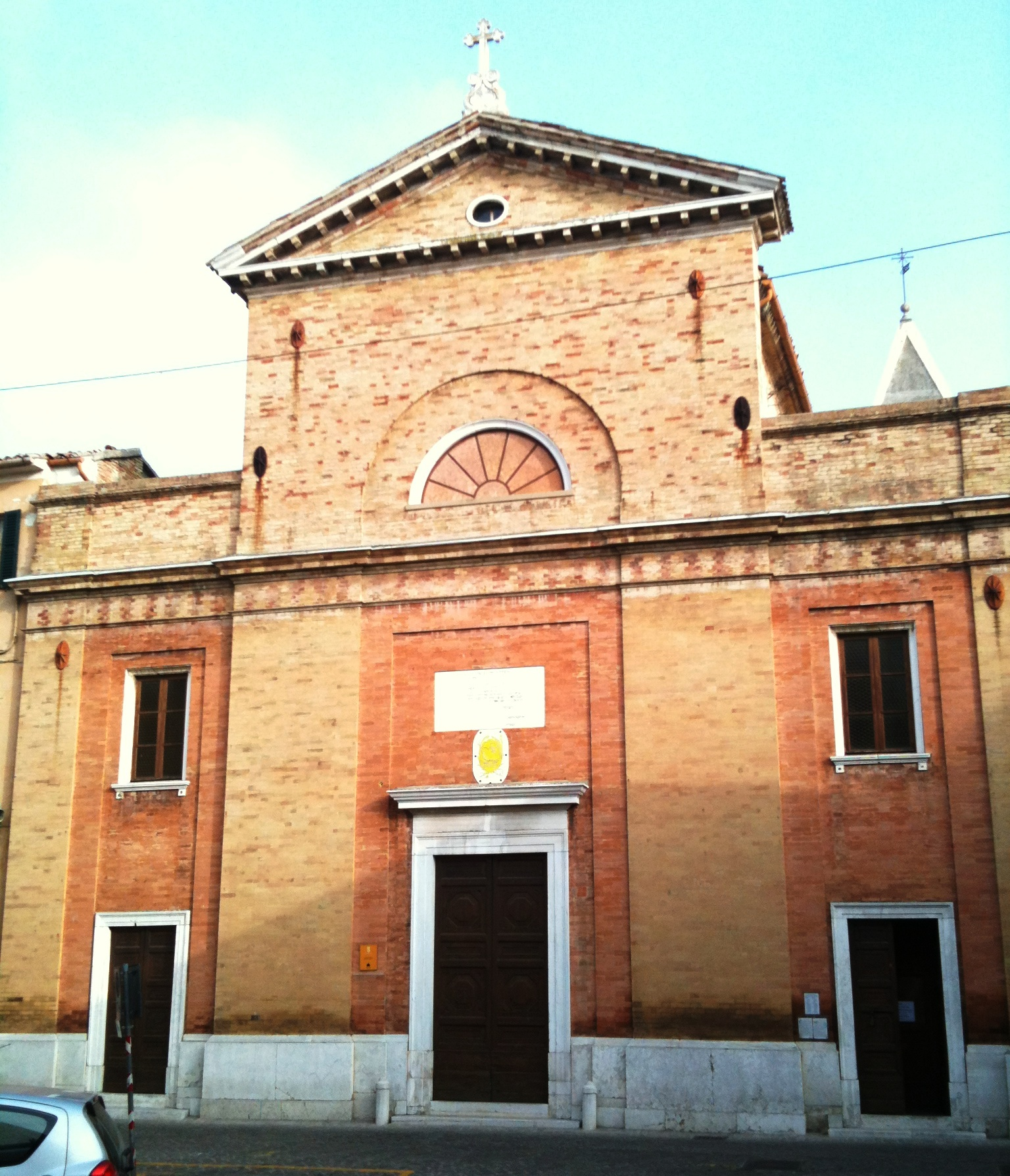
Santa Croce

Die Basilika Santa Croce ist eine römisch-katholische Kirche in Ostra in der italienischen Region Marken. Die Pfarrkirche des Bistums Senigallia trägt den Titel einer Basilica minor und das Patrozinium Heiliges Kreuz. Die Kirche wurde Mitte des 19. Jahrhunderts im klassizistischen Stil erbaut. 

## Geschichte

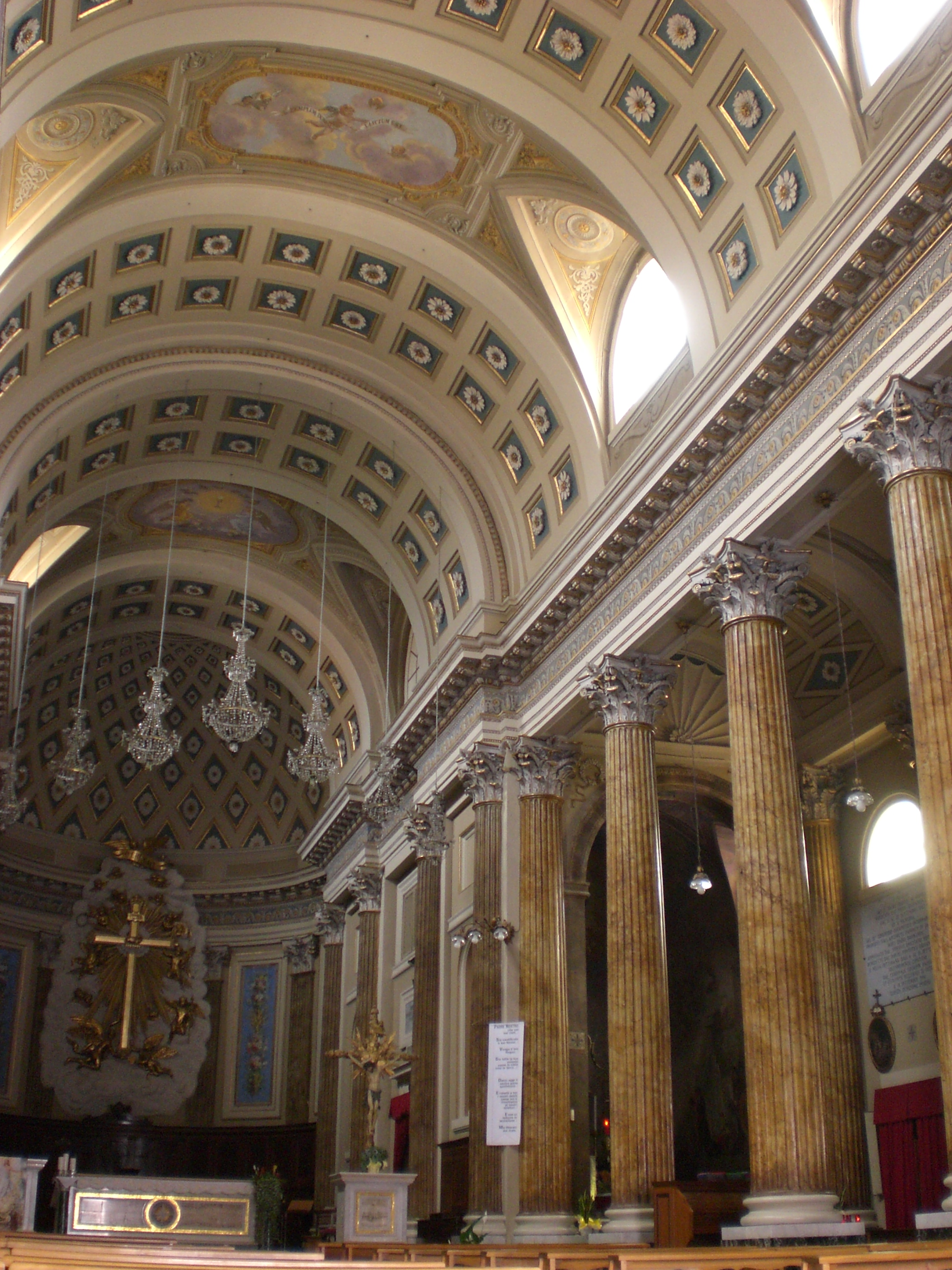
Innenraum

Die Stiftskirche Santa Croce befindet sich im unteren Teil des historischen Zentrums und ist die Hauptkirche von Ostra. Eine frühere romanische Abteikirche der Benediktiner war Teil der ersten Ortserwähnung 1194 des damaligen Montalboddo. Sie wurde ab 1430 als Pfarrkirche verwendet, 1537 fiel sie als Klosterkirche an die Abtei Santa Maria di Sitria. Am 1. November 1795 erhob Papst Pius VI. die Kirche Santa Croce zur Stiftskirche mit einem Kanonikerkollegium und einem vom Papst ernannten Erzpriester. Nach der zwischenzeitlichen Auflösung des Stifts unter französischer Herrschaft wurde das Stift mit Schaffung des Königreichs Italien dauerhaft aufgelöst, die Kirche wieder zur Pfarrkirche.
Die romanische Kirche, „Quattro Colonne“ genannt, war Mitte des 19. Jahrhunderts in einem schlechten Bauzustand und war Gemeinde zu klein geworden. Sie wurde abgerissen, an ihrer Stelle wurde nach einem Entwurf des Architekten Giuseppe Ferroni zwischen 1848 und 1851 ein Neubau errichtet, die Fassade wurde 1869 fertiggestellt. 1947 wurde der im Zweiten Weltkrieg beschädigte Turm neben dem Chor in geändertem Stil wieder aufgebaut. 2008 erhielt die Kirche durch Papst Benedikt XVI. den Titel einer Basilica minor verliehen.

## Beschreibung
In der Hauptfassade öffnen sich drei Portale auf den Platz, sie wird vertikal von Pilastern aus hellen Ziegeln unterbrochen, die sich von der dunkleren Farbe der Hauptwand abheben. Ein weißer Steinsockel verläuft geschlossen um den gesamten Außenumfang. Die dreischiffige Basilika ist durch zwei Reihen kannelierter Säulen mit korinthischer Kapitellen gegliedert. Das mittlere Tonnengewölbe wird durch die Fenster der Stichkappen beleuchtet.
Im linken Gang befindet sich die Kapelle des Allerheiligsten Sakraments mit Fresken von Cattani; im rechten Gang ist die Kapelle der Madonna von Pompeji mit Fresken von Silvio Galimberti versehen. Zu den wichtigsten Werken zählen zwei Leinwände von Claudio Ridolfi, Das Martyrium von San Lorenzo und Die Madonna der Rettung.